# Papežští zuávové
Papežští zuávové (italsky Zuavi Pontifici) je označení pro oddíly pěšáků, které se v roce 1860 staly součástí papežského vojska a bránily papežský stát i Řím proti italským vojskům, usilujícím o sjednocení Itálie.

## Původ

Vlajka papežských zuávů

Zuávové byli původně členové speciální jednotky francouzské armády, vytvořené v roce 1830 v severní Africe z příslušníků berberského kmene Zuwawa (či Zouaoua), doplněných francouzskými, arabskými a dalšími dobrovolníky. Jednotka si brzy vysloužila velmi dobrou pověst a podobné oddíly, oblečené do uniforem podle orientální módy, pak vznikaly i v mimofrancouzských armádách, mezi jinými též v Papežském státě.

## Dějiny
V roce 1860 vznikly v Římě vojenské jednotky zahraničních dobrovolníků, kteří chtěli papeži Piu IX. pomáhat v boji proti vojskům sjednocující se Itálie. Muži, přicházející převážně z řad francouzské a belgické katolické šlechty, se od 1. ledna 1861 označovali jako Papežští zuávové. Z vojenského hlediska patřili k elitním složkám papežské armády. Jejich množství rychle rostlo, až v květnu 1868 měli zuávové více než 4500 mužů.

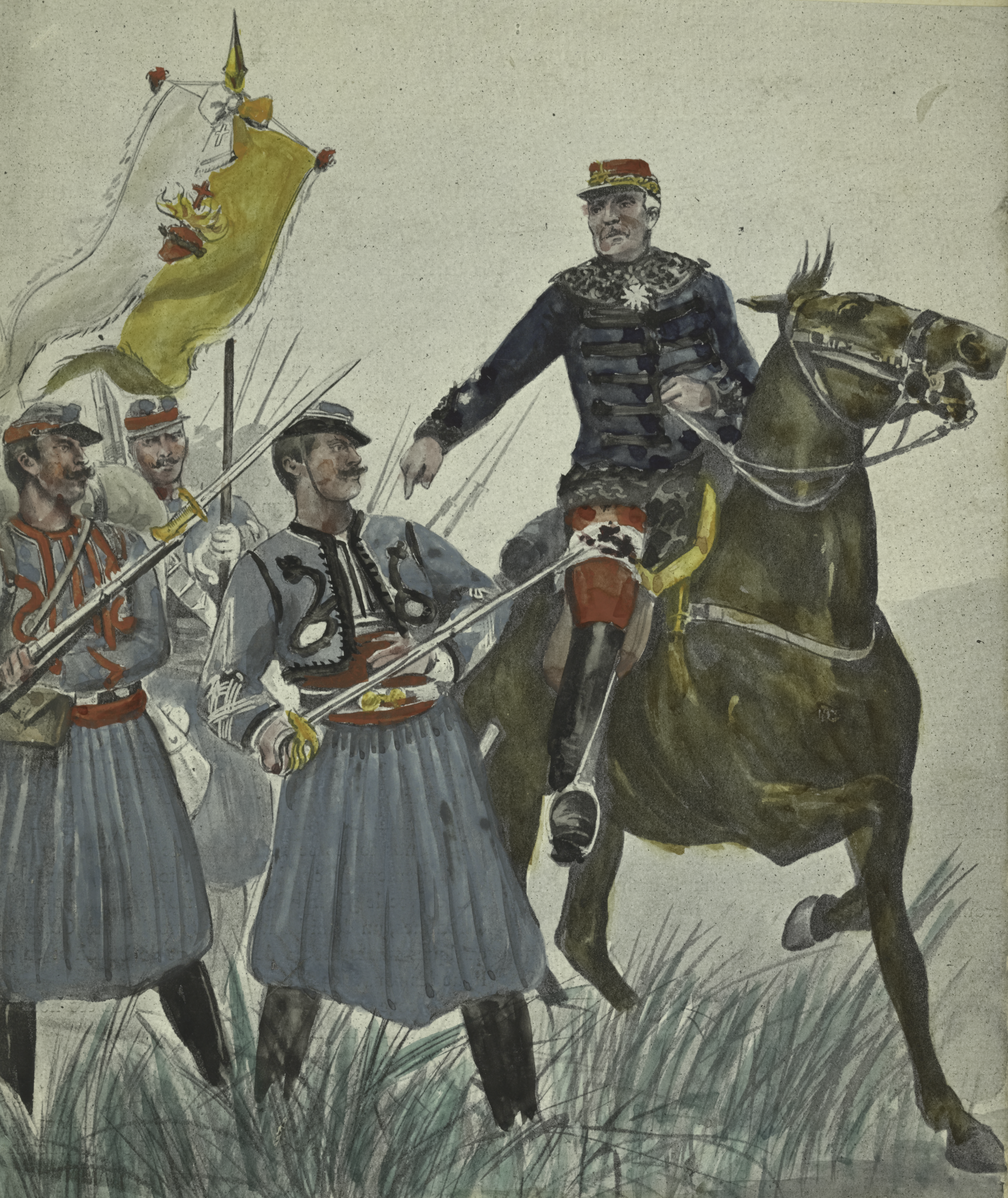
Členové papežských zuávů bojujících pod původním praporem v prusko-francouzské válce.

Papežští zuávové se výrazně zapojili do bitvy u Mentany, kde francouzsko-papežská vojska dne 3. listopadu 1867 zvítězila nad Giuseppem Garibaldim. Soudobé zprávy se pochvalně zmiňují o odhodlání a statečnosti zuávů.
Zuávové se účastnili i dalších bojů proti silám sjednocujícího se italského království, po dobytí Říma v roce 1870 však byly jejich oddíly rozpuštěny. Asi 760 zuávů francouzského původu pak nabídlo své služby francouzské armádě. Pod názvem Legie dobrovolníků Západu (francouzsky Légion de Volontaires de l'Ouest) se zúčastnili prusko-francouzské války v letech 1870–1871. Nadále přitom používali své původní uniformy i papežský žlutobílý prapor. Po dobytí Paříže pruskými vojáky v lednu roku 1871 byla jednotka definitivně zrušena.
Někteří papežští zuávové španělského původu se po dobytí Říma roku 1870 přidali pod názvem Karlističtí Zuávové (španělsky Zuavos Carlistas) k vojskům Alfonse Neapolsko-Sicilského v Katalánsku během třetí karlistické války.

## Členové
Členy papežské jednotky zuávů byli mladí svobodní katolíci z nejrůznějších koutů světa. Největší podíl tvořili Holanďané a Francouzi, o poznání méně bylo Belgičanů a Italů. Další dobrovolníci přicházeli z Kanady, Irska, Pruska, ale i z Afriky či Polynésie. Rozkazy byly vydávané převážně ve francouzštině.

Jejich uniformy byly podobné původním francouzským – v orientálním stylu, šedomodré s červeným nebo černým zdobením. Původní fez nahradila vojenská čapka képi.

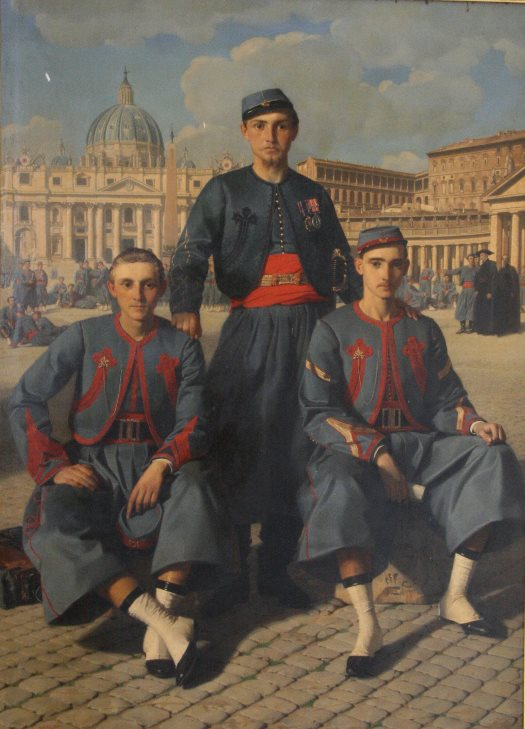
Bratři Gaston, Louis a Charles de Villèle na Svatopetrském náměstí
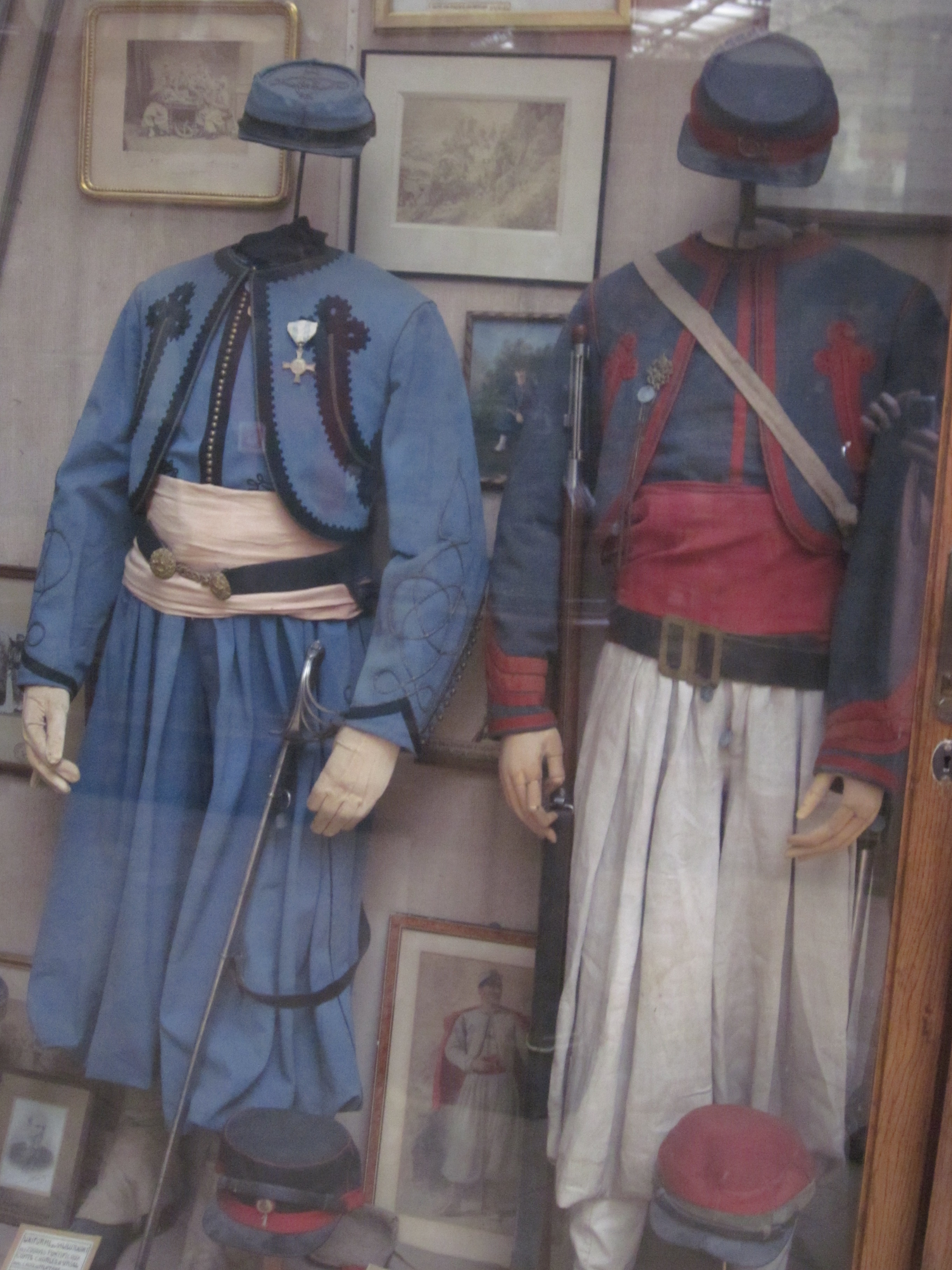
Dochované uniformy v Koninklijk Legermuseum v Bruselu
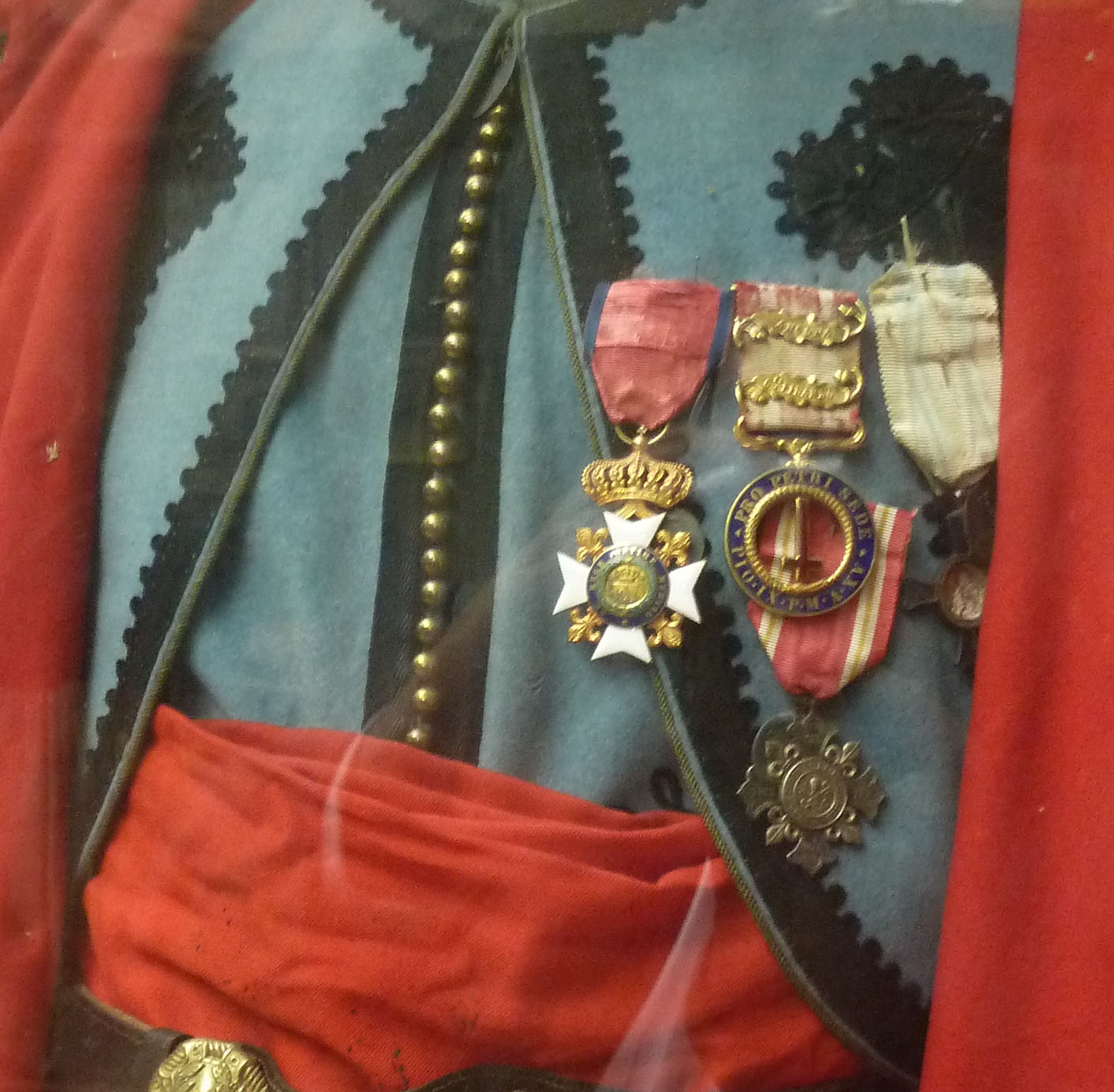
Dochovaná uniforma včetně medailí v Koninklijk Legermuseum v Bruselu
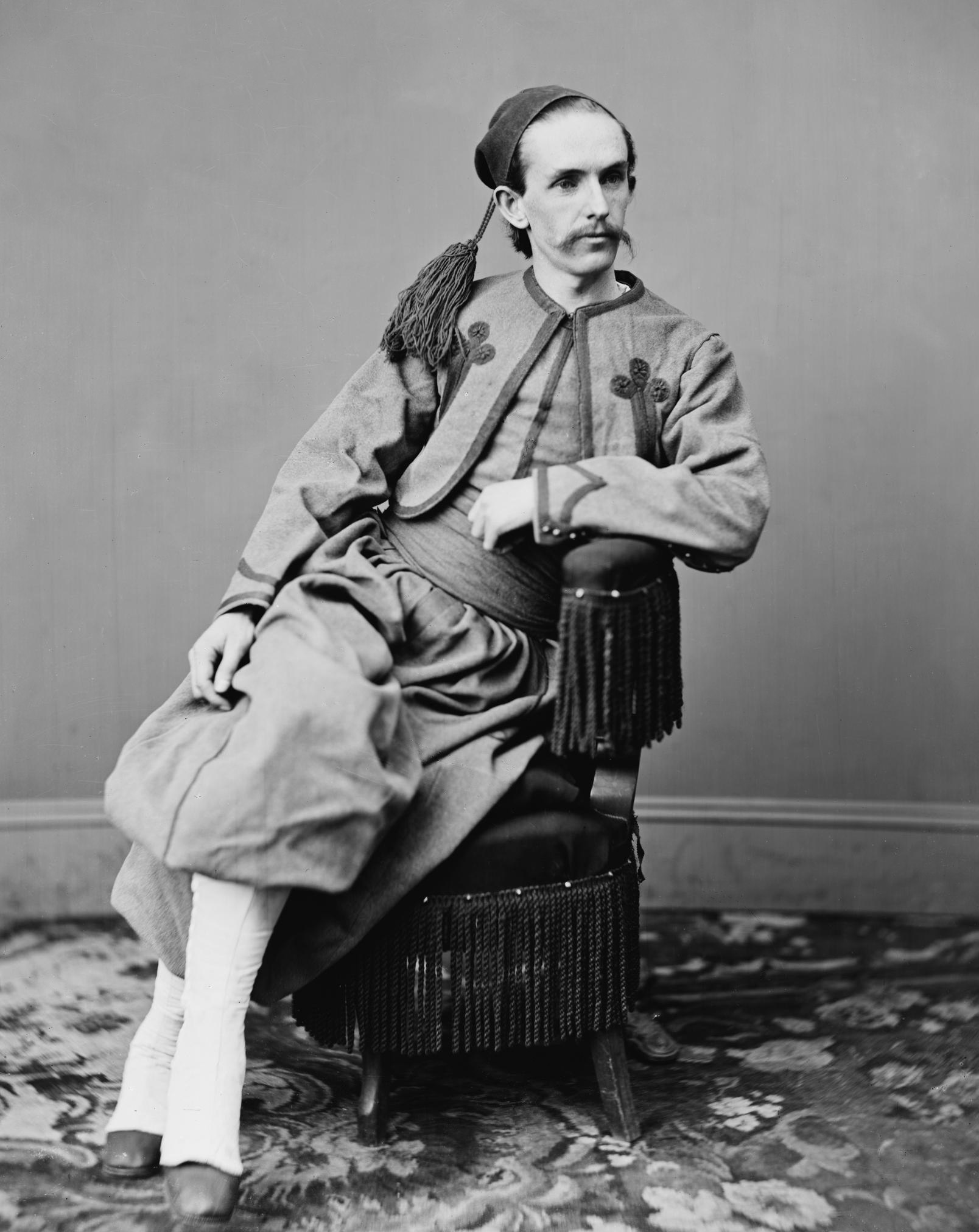
John Surratt (asi 1866 – 1867)
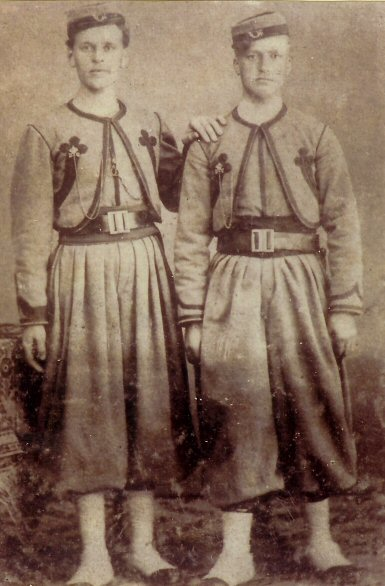
Holanďané Douwe a Matthijs Walta (1870)
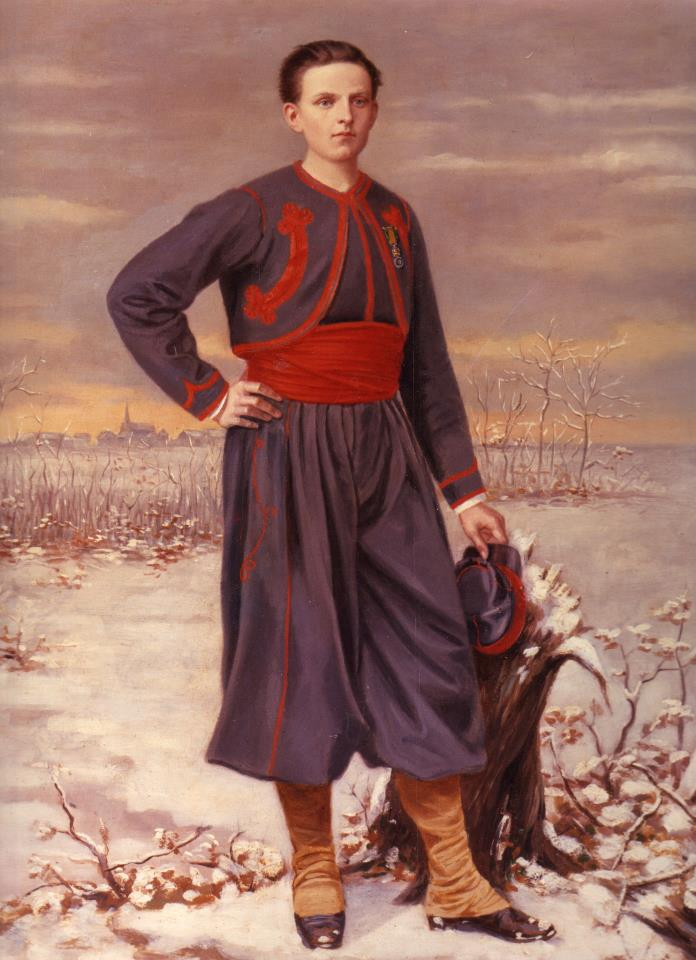
Roger Panon Desbassayns de Richemont
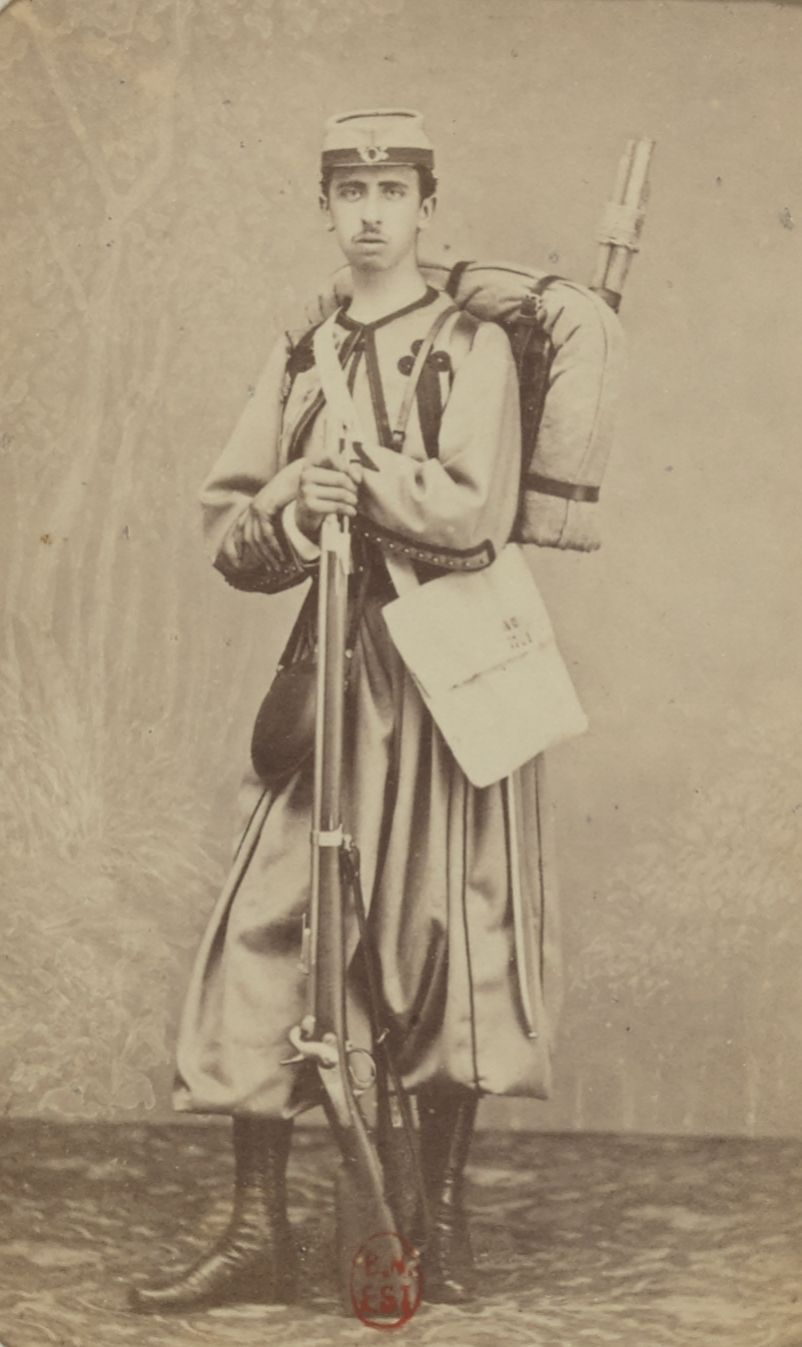
Alfonso de Borbón y Austria-Este (as 1870)
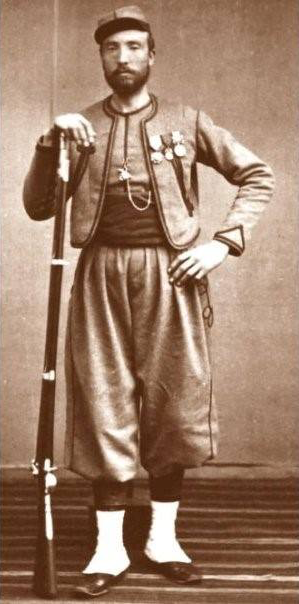
Henri Chancerelle